# Staufenstraße 21 (Mönchengladbach)

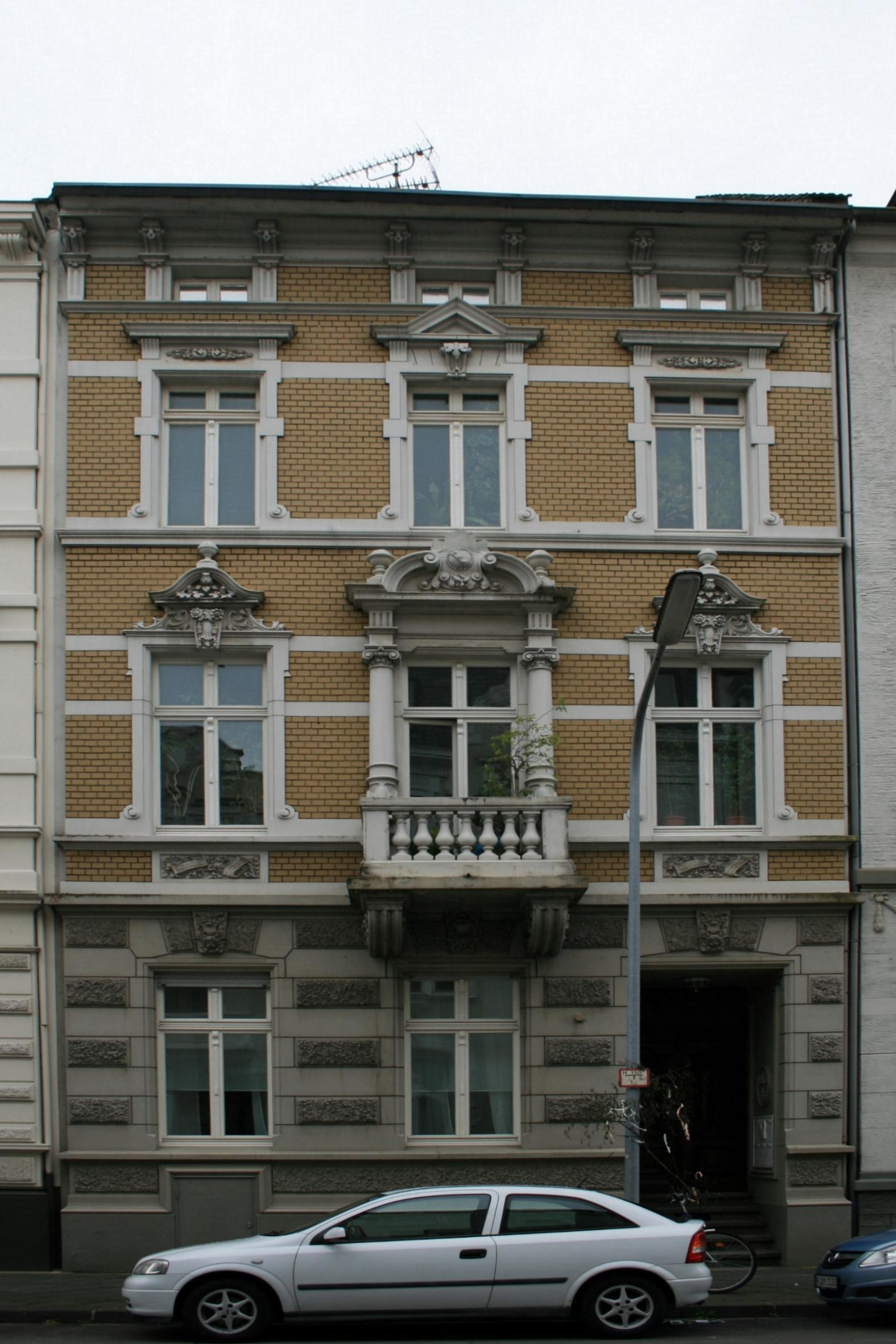
Wohnhaus (2010)

Das Wohnhaus Staufenstraße 21 steht in Mönchengladbach (Nordrhein-Westfalen).
Das Gebäude wurde um die Jahrhundertwende erbaut und unter Nr. St 010 am 14. Oktober 1986 in die Denkmalliste der Stadt Mönchengladbach eingetragen.

## Lage
Die Staufenstraße liegt im Bereich der Oberstadt und verbindet die Viersener Straße mit der Barbarossastraße. 

## Architektur
Das Haus Nr. 21 ist ein dreieinhalbgeschossiges  Backsteinhaus von drei Achsen mit einem flachgeneigten Satteldach. Das Gebäude entstand kurz nach der Jahrhundertwende. Das Objekt ist als Bestandteil eines geschlossen erhaltenen Ensembles gleichartiger Wohnungen an der Südseite der Staufenstraße erhaltenswert.